# Бердников, Андрей Осипович
Андрей Осипович Бердников (08.11.1911—02.01.1984) — тракторист и комбайнер совхоза «Победа» Кизильского района Челябинской области, Герой Социалистического Труда (11.01.1957).
В некоторых источниках отчество указано как Иосифович.

## Биография
Родился 8 ноября (26 октября) 1911 года в посёлке Причисленский Полоцкой станицы Верхнеуральского уезда, ныне село Полоцкое Кизильского района Челябинской области. Из бедной казаческой семьи.
С десяти лет батрачил у зажиточных крестьян. С 1929 года — колхозник колхоза «Первое мая». В 1937 году окончил курсы трактористов при Измайловской машинно-тракторной станции (МТС) в посёлке Измайловский Кизильского района Челябинской области. С 1937 года — тракторист Обручевской МТС (пос. Обручевка того же района).
Осенью 1941 года мобилизован на трудовой фронт — на Челябинский тракторный завод, который во время войны выпускал танки. После войны вернулся в Обручевку, работал трактористом в МТС.
В 1955 году с семьёй переехал в целинный посёлок Зингейский Кизильского района, поступил трактористом-комбайнёром в только что созданный совхоз «Победа». В уборке урожая 1956 года, работая сцепом двух комбайнов «Сталинец-6», показал рекордную выработку — убрал 1000 гектаров, намолотив 1500 тонн зерна.
За особые заслуги в освоении целинных и залежных земель, проведении уборки урожая и хлебозаготовок в 1956 году указом Президиума Верховного Совета СССР от 11 января 1957 года присвоено звание Героя Социалистического Труда. Награждён медалями ВДНХ.
Работал в том же совхозе до выхода на пенсию в 1971 году.
Умер 2 января 1984 года. Похоронен в посёлке Зингейский Кизильского района Челябинской области.
Его сын Александр тоже стал знатным механизатором и комбайнером, и был награждён орденом Ленина.